# جف دانکن

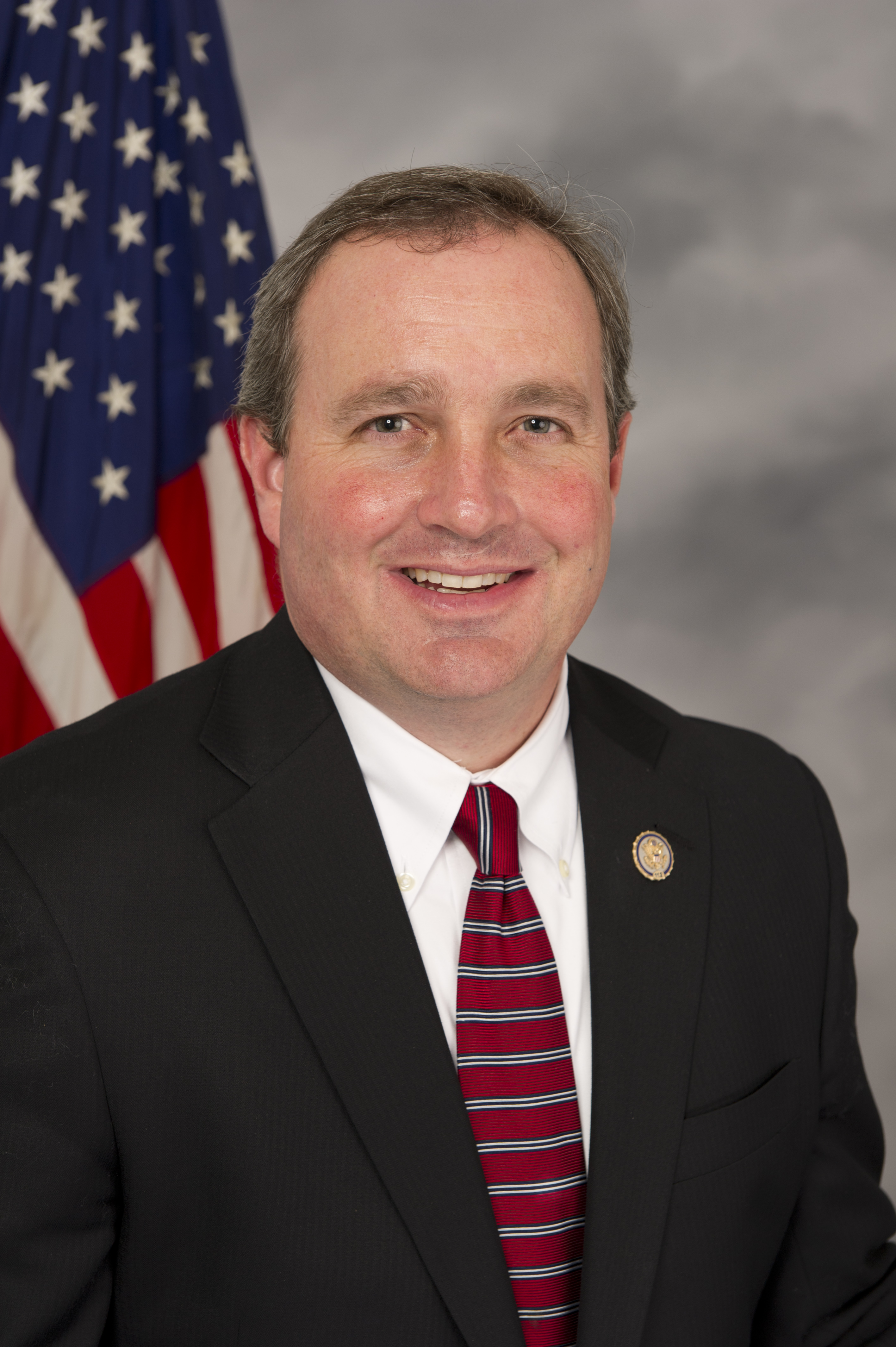
جف دانکن

جف دانکن (به انگلیسی: Jeff Duncan) نمایندهٔ حوزه انتخابیه سوم کارولینای جنوبی از حزب جمهوری‌خواه ایالات متحده آمریکا در مجلس نمایندگان ایالات متحده آمریکا است که برای نخستین‌بار در ۱۶ ژانویه ۲۰۱۱ میلادی به‌عضویت این مجلس درآمد.